# Houston Stewart Chamberlain

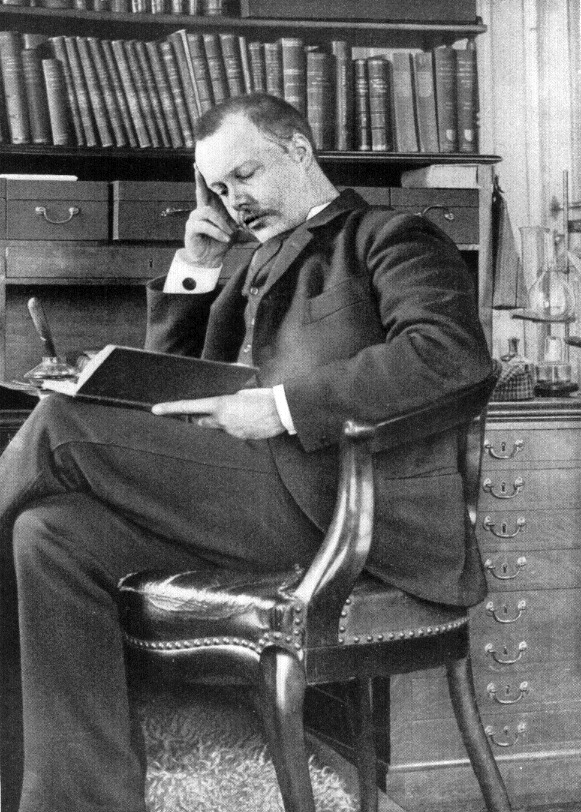
Houston Stewart Chamberlain in 1895

Houston Stewart Chamberlain (Southsea, Engeland, 9 september 1855 - Bayreuth, Duitsland, 9 januari 1927) was een Engels-Duitse schrijver van talrijke populairwetenschappelijke werken, onder andere over Richard Wagner, Immanuel Kant en Johann Wolfgang von Goethe. Verder was hij een verdediger van het nationalisme, pangermanisme en antisemitisme. Zijn bekendste werk is Die Grundlagen des neunzehnten Jahrhundert (1899), dat het standaardwerk werd voor de Völkische Bewegung en voor het racistische en ideologische antisemitisme in Duitsland.

## Kindertijd en jeugd (1855-1878)
Houston Stewart Chamberlain werd in Portsmouth in het stadsdeel Southsea geboren en stamde af van een welvarende adellijke familie. Chamberlains moeder stierf kort na zijn geboorte en liet zijn vader, een marineofficier, achter met de verantwoordelijkheid voor de opvoeding van drie zonen. Derhalve werden Chamberlain en zijn broers de daarop volgende tien jaar in Versailles bij hun oma en hun tante ondergebracht. Daardoor zag hij zijn vader nauwelijks en vervreemdde van hem. 
In 1866 keerde Chamberlain naar Engeland terug; hij sprak beter Frans dan Engels. In de nieuwe school kwam de schuwe en gevoelige jongen niet tot zijn recht; hij werd door zijn medeleerlingen buitengesloten. Mede door dit gevoel een vreemde te zijn in eigen land, reeds in zijn vroege jeugd ontwikkeld, richtte hij zich later tot de Duitse cultuurwereld. In 1869 keerde hij vanwege gezondheidsproblemen terug naar Frankrijk. Hij vestigde zich samen met zijn tante onder meer aan de Azurenkust, Zwitserland en Noord-Italië. 
De belangrijkste invloed op Chamberlains nieuw ontwaakte liefde voor de Duitse taal en cultuur had Otto Kuntze, een Duitse theoloog en pastoor van de Duitse evangelische gemeente in San Remo. Hij hielp Chamberlain zijn studie te ordenen en voedde zijn interesse voor Shakespeare en de natuurwetenschappen. Chamberlain begon zich, door het Duitse onderwijs van Kuntze, steeds meer met de Duitse literatuur bezig te houden. Goethe, Schiller en Kant behoorden tot zijn lievelingsauteurs. In 1905 publiceerde Chamberlain een overzichtswerk over zijn favoriete filosoof Kant, getiteld Immanuel Kant. 
In 1873 moest Chamberlain onder druk van zijn vader terug naar Engeland, omdat deze voor zijn zoon een carrière bij het Britse leger wenste. Omdat het ruwe Engelse klimaat slecht was voor Chamberlains gezondheid en hij geen enkele interesse toonde voor een carrière in het leger, mocht hij terug naar Frankrijk. Hij ontving een jaarlijkse lijfrente die hem relatief onafhankelijk maakte van zijn invloedrijke familie. In de winter van 1874 leerde hij in Cannes zijn latere eerste vrouw Anna Horst kennen. In 1878, na de dood van zijn vader, trouwden zij en reisden enkele maanden door Europa, tot zij zich in 1879 in Genève vestigden en Chamberlain met zijn studie in de natuurwetenschappen aan de Universiteit van Genève begon. Zijn zwakke gezondheid stond hem echter niet toe om deze studie met goed gevolg af te ronden.

## Vorming in Wenen
In 1885 verhuisden de Chamberlains naar de Duitse kunststad Dresden, die ze in 1889 verruilden voor Wenen. Aldaar veranderde Chamberlain van een gematigd liberaal in een conservatief, 'Duits' nationalist. De stad Wenen en het intellectuele klimaat gaven voeding aan racistisch en antisemitisch gedachtegoed. Hij kwam er in contact met de denkbeelden van antisemieten als Karl Lueger (burgemeester van Wenen), rassenideoloog Guido von List, ‘ariosoof’ Jörg Lanz von Liebenfels en politicus, jodenhater en fervent Germaans-völkisch ideoloog Georg von Schönerer. Op vraag van de Münchense uitgever Hugo Bruckmann schreef hij een geschiedwerk over de 19e eeuw. Zijn vertrekpunt was dat er niets zoiets bestond als 'de mensheid'; er waren alleen rassen. Het bereikte beschavingsniveau kon dan ook niet te danken zijn aan de vooruitgang van de mensheid, maar aan die van één ras: het Duitse. In lijn met zijn schoonvader Richard Wagner verklaarde hij dat de toekomst van Europa zou worden bepaald door de strijd tussen het superieure Germaanse ras en het inferieure Semitische ras.

## Antisemitisme
Chamberlain maakte gebruik van een inmiddels achterhaalde theorie over de etnische samenstelling van Galilea om te beweren dat, hoewel Jezus wellicht joods was van religie, hij niet tot het Joodse ras behoorde. Tijdens het naziregime van Duitsland ontwikkelden sommige pro-nazitheologen deze ideeën verder tot het concept van de Arische Jezus. In 1923 bracht Hitler een eerste bezoek aan de zwaar zieke en bedlegerige Chamberlain, die sinds 1908 gehuwd was met Eva, de jongste dochter van Richard Wagner en Cosima Liszt.

## Trivia
William Patrick Hitler, een neef van de Duitse dictator Adolf Hitler, veranderde na de Tweede Wereldoorlog zijn familienaam in Houston-Stewart, later in Stewart-Houston en nog twee jaar later in Stuart-Houston. Deze naam wordt ook door zijn kinderen nog gedragen.

## Werken
- Houston Stewart Chamberlain, Die Grundlagen des XIX. Jahrhunderts, 2 delen, Volksaussgabe, Verlaganstalt H. Bruckmann AG, München 1899.